# تپه نظرآباد علیا ۴
تپه نظرآباد علیا ۴ مربوط به دوره ساسانیان - سده‌های اولیه دوران‌های تاریخی پس از اسلام است و در شهرستان کرمانشاه، بخش مرکزی، دهستان بالادربند، ۳۰۰ متری جنوب شرق روستای نظرآباد علیا واقع شده و این اثر در تاریخ ۷ خرداد ۱۳۸۷ با شمارهٔ ثبت ۲۲۸۰۰ به‌عنوان یکی از آثار ملی ایران به ثبت رسیده است.